# Abu Bakr ibn Umar
Abu Bakr ibn Umar, död 1087, var regerande emir av almoravidernas rike 1056–1087.